# Festuca edlundiae
Festuca edlundiae là một loài thực vật có hoa trong họ Hòa thảo. Loài này được S.G.Aiken, Consaul & Lefk. mô tả khoa học đầu tiên năm 1995.